# Vipera aspis
Vipera aspis là một loài rắn độc trong họ Rắn lục. Loài này được Linnaeus mô tả khoa học đầu tiên năm 1758.
Loài rắn này được tìm thấy ở tây nam châu Âu. Cú cắn từ loài này có thể nặng hơn so với cú cắn của V. berus; không chỉ thể rất đau đớn, nhưng cũng có khoảng 4% của tất cả các vết cắn không được điều trị là gây tử vong. Cụ thể, aspis, là một từ tiếng Hy Lạp có nghĩa là "viper." Năm phân loài hiện đang được công nhận, bao gồm các phân loài chỉ định được mô tả ở đây.

## Hình ảnh

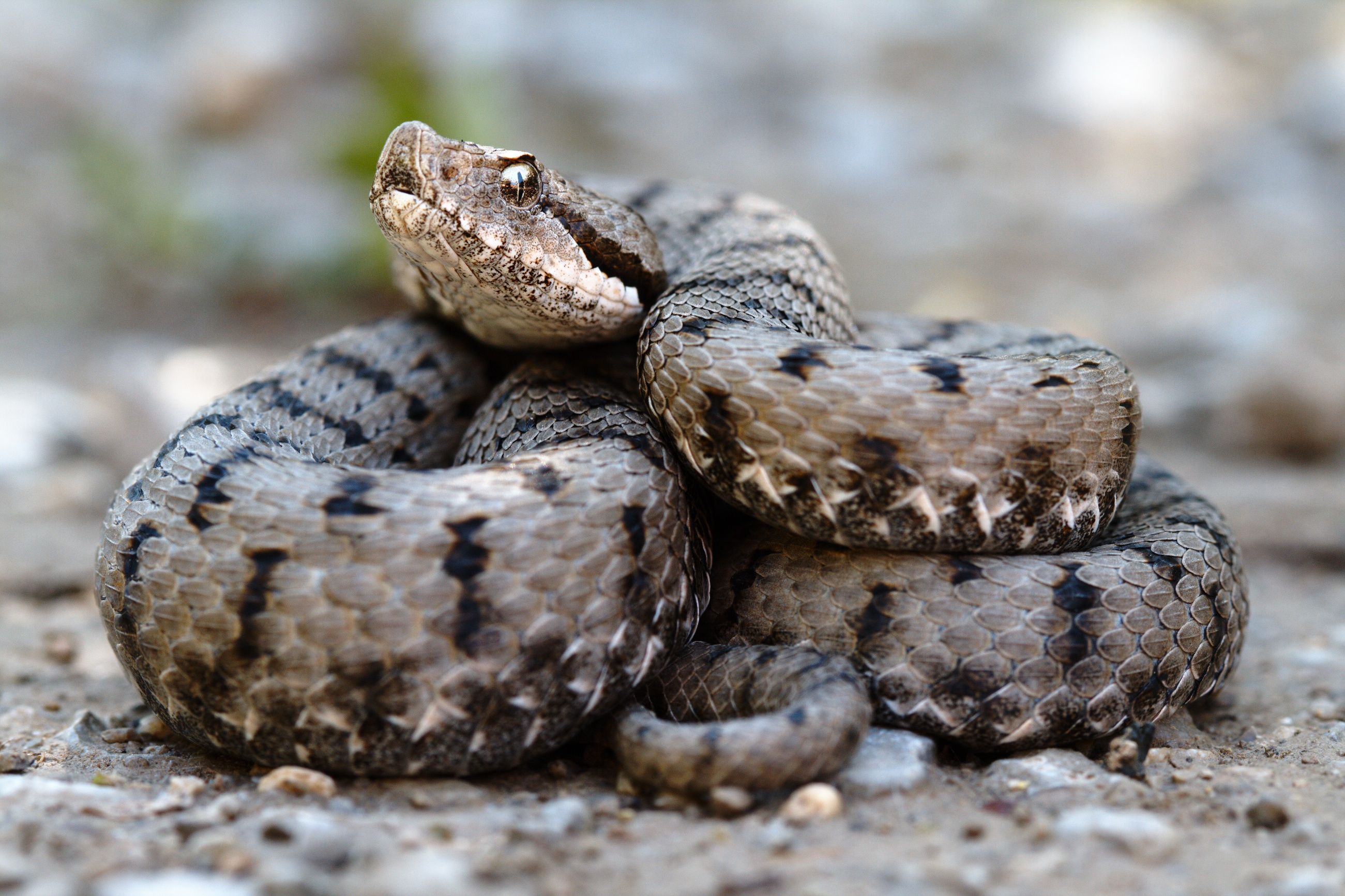
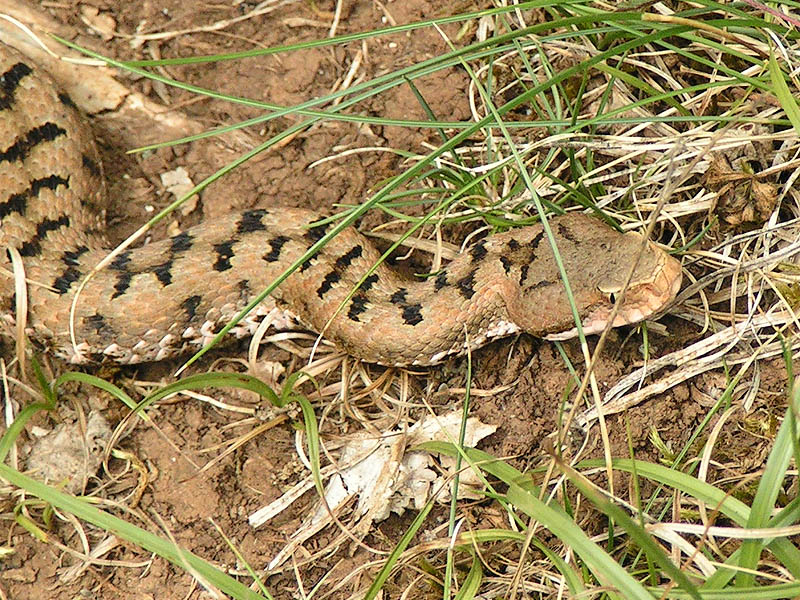
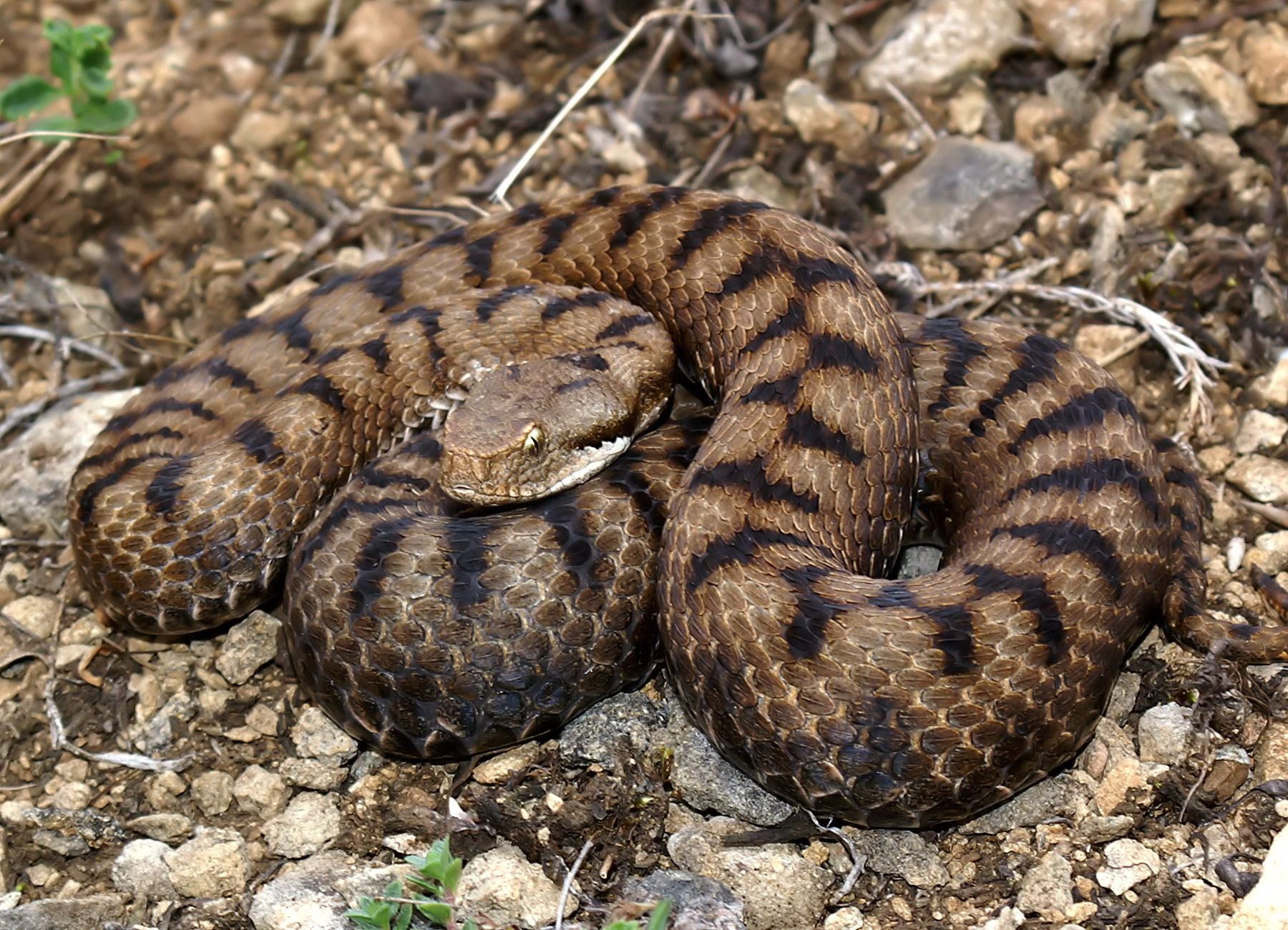
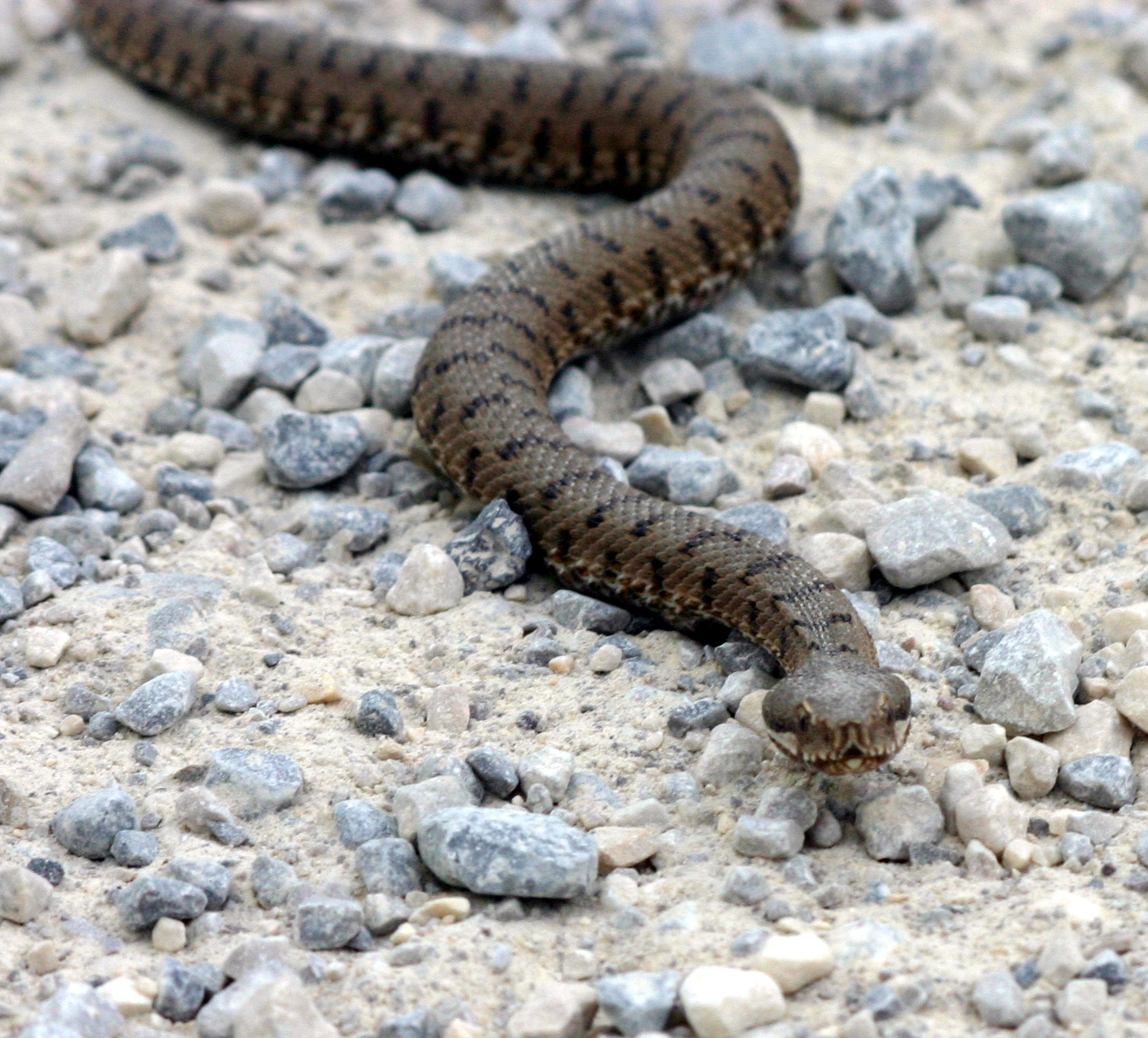